# 化學腦保存
化學腦保存（英語：Chemical brain preservation），是指以化學或化學固定的方式，長久保存人類腦部。部分科學家希望，可以透過未來的科學，把這些以化學形式保存的大腦復生，最終希望可以達到復活或長生不老的目的。目前，化學腦保存技術处于初步的試驗性研究階段，仍未有技術可以實現保存大腦後再将其復甦。化學腦保存技術也被視作人體冷凍技術的潛在性替代科技。

## 外部連結
- The Brain Preservation Foundation （页面存档备份，存于）